# Coronigoniella formosa
Coronigoniella formosa är en insektsart som beskrevs av Felix et Mejdalani 2003. Coronigoniella formosa ingår i släktet Coronigoniella och familjen dvärgstritar. Inga underarter finns listade i Catalogue of Life.